# Justin Pierce (cestista)
Justin Benjamin Pierce (Glen Ellyn, 6 luglio 1998) è un cestista statunitense.